# شورولت مالیبو
شورولت مالیبو (انگلیسی: Chevrolet Chevy Malibu) یک ماشین جمع و جور بود که توسط شورولت در آرژانتین از سال ۱۹۶۸ تا ۱۹۸۲ ساخته شد. شورولت مالیبو که جانشین شورولت ۴۰۰ بود ، سبک بدنه ای مدرن تر با ویژگی های ایمنی بهتر و مکانیکی به روز نسبت به شورولت ۴۰۰ را ارائه کرد.